# Ботаническа градина, Талин
Ботаническата градина в Талин (на естонски: Tallinna Botaanikaaed) е най-голямата ботаническа градина в Естония. Разположена е на площ от 123 ha.

## История
Първоначалната идея за създаване на ботаническа градина в Талин е от 1860 г. Тя е създадена на 1 декември 1961 г. към Академията на науките на ЕССР. Построена е на територията на имението на първия естонски президент Константин Пятс, на десния бряг на река Пирита. По-голямата част от колекциите са засадени през първите 20 години от създаването ѝ. От 1970 г. е отворена за посетители, а от 1971 г. – оранжериите към нея.
Първоначално се изследват възможностите за виреене на чужди видове на територията на Естония, но от 1970 г. се обръща по-голямо внимание на местните видове и използването им в озеленяването и градинарството. Към ботаническата градина са опитната станция в Природен резерват Виидумяе на остров Сааремаа (от 1963 г.) и дендрариума в Иру (1973 – 1994 г.).
От 1992 г. е член на Асоциацията на балтийските ботанически градини, а от 1994 г. на Международната организация на ботаническите градини, опазващи растителни видове. От 1995 г. управлението на ботаническата градина е прехвърлено към градския съвет на Талин.

## Колекции
В ботаническата градина виреят 7497 растения – 1109 в дендрариума, 519 в розовата градина, 775 в алпинеума, 440 субтропични и 657 тропични. Оранжерийните растения се отглеждат в шест оранжерии и седем парника, с обща площ 2100 m2. Богатството на ботаническата градина се дължи на множеството научни експедиции. Организирани са около 50 експедиции за събиране на растения от 30 флористични района.

## Дендрариум
Развитието на дендрариума започва през пролетта на 1963 г. Площта му, заедно с пътеките и водните съоръжения, е 17 ha. Включва различни участъци – главен дендрариум, цветна градина, градина с декоративни иглолистни растения, розова градина. В главния дендрариум се отглеждат 1136 растения от 157 вида от 54 семейства. Най-разпространени са представителите от родовете Rosa, Salix, Acer, Lonicera, Spiraea и Prunus. Цветната градина е засадена през 1970 г. с площ 0,6 ha. През 1989 г. е създадена градина с декоративни иглолистни растения от 63 вида. През 1980 г. е засадена розовата градина, в която се отглеждат 71 вида рози.

## Научно-образователна дейност
В ботаническата градина се съхранява хербарий с около 80 500 листа, има библиотека с около 10 100 тома книги и научни публикации. Научната дейност е насочена към градинарството и екологичното образование. Изнасят се лекции по ботаника, екология и градинарство в училища, колежи и други публични места в Талин. Организират се и тематични изложби – „Екзотични плодове“, „Ириси“, „Ароматни растения и подправки“, „Дни на орхидеите“.
През 1995 г. е основано дружеството на приятелите на ботаническата градина, което доброволно се грижи за образователните програми.